# Njavve
Njavve is een gehucht binnen de Zweedse gemeente Jokkmokk. Het is gelegen aan de oostpunt van het Saggatmeer. De Zweedse weg 805 loopt langs het dorpje.
Bestuurscentrum: Jokkmokk (tätort)
Tätort: Porjus · Vuollerim
Småort: Kåbdalis · Mattisudden · Murjek
Overig: Årrenjarka · Framnäs · Kåikul · Kalludden · Kittajaur · Kitteludden · Kuouka · Kuorpak · Kvikkjokk · Messaure · Nautijaur · Njavve · Padjerim · Porsi · Randijaur · Snesudden · Storbacken · Sudok · Tårrajaur · Tjåmotis · Vajkijaur